# Corda de piano
|  | Per a altres significats, vegeu «corda (desambiguació». |

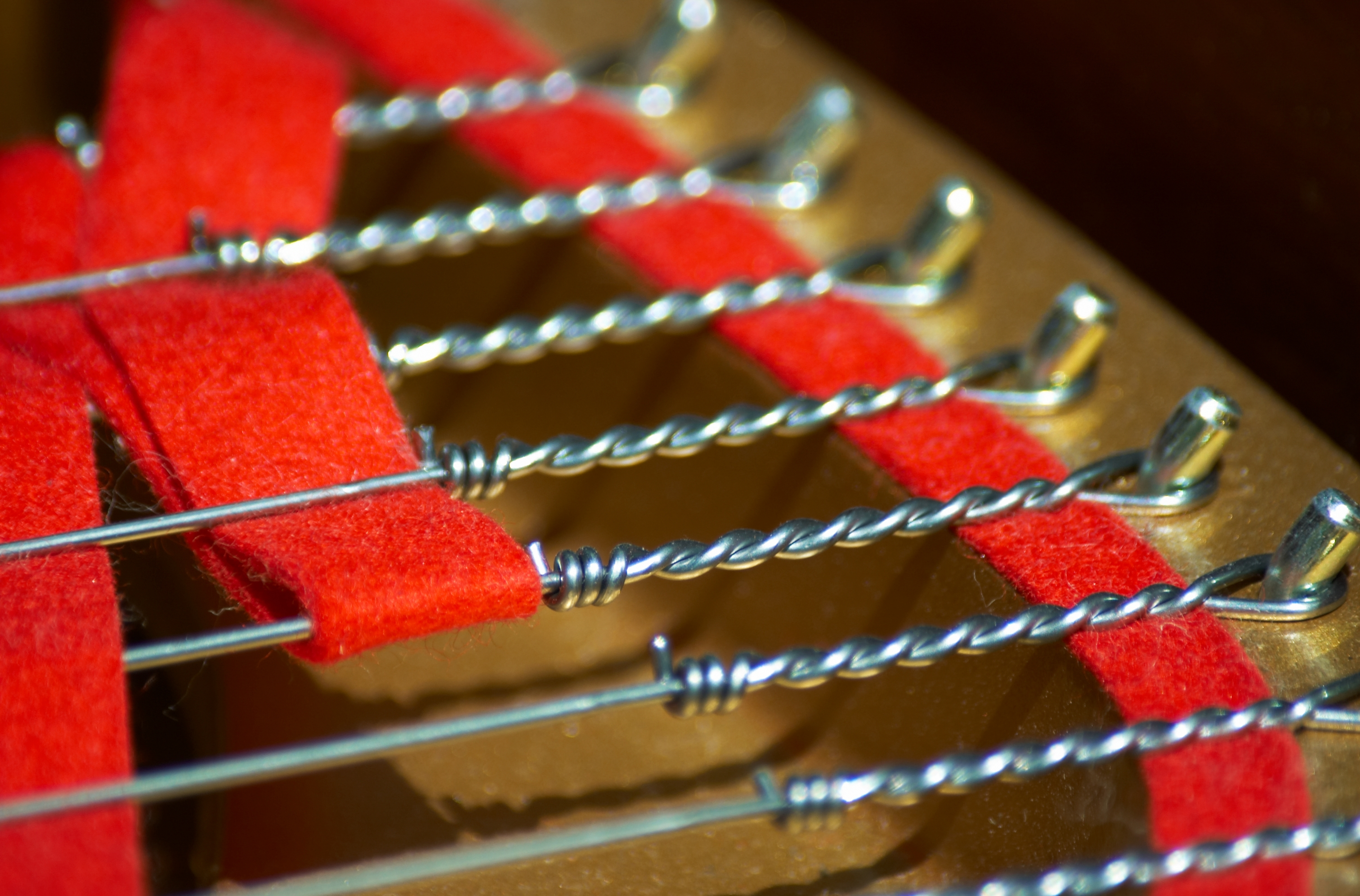
Cordes de piano.

La corda de piano  és un tipus especialitzat de filferro, llis o entorxat, produït per a ser utilitzat en un piano i altres instruments musicals de corda, com també per a altres usos. Està fabricada d'acer al carboni trempat, també conegut com a "acer de ressort".

## Fabricació i ús
El filferro d'acer amb alt contingut de carboni utilitzat per a instruments musicals (com ara el ASTM A228) es fabrica en mesures mètriques i polzades en diàmetres des de 0,15 mm fins a 04/08 mm. Un reduït nombre d'empreses produeixen el filferro polit d'alta duresa que satisfà la demanda dels mercats d'instruments musicals, aquest filferro es fabrica a partir d'acer amb una precisa composició mitjançant el mètode d'extrusió en fred. Les cordes per a instruments musicals constitueixen l'ús més exigent per a aquest material. Les cordes han de suportar grans tensions, sobreviure a repetits repicats i cops, i alhora són doblades, estirades i recargolades durant l'afinat, i tot i així s'espera que puguin durar molts anys. El filferro per a cordes per a instruments també ha de comptar amb una tolerància molt precisa a la tracció: variacions superiors a 06/07 micres en el seu diàmetre produeixen dissonàncies perceptibles en els instruments musicals moderns.
La corda per a instruments musicals va evolucionar a partir del ferro dúctil fabricat a mà fins a arribar a l'acer al carboni extrudit en forma contínua cap a finals del segle xix, i la competència internacional a la recerca de major duresa es va nodrir dels requeriments i exigències d'altres entorns que utilitzen filferro com les instal·lacions de telègraf i els filats de filferro de pues. Els fabricants de pianos més innovadors s'han mantingut al corrent dels últims avenços i com a conseqüència han incrementat la mida i les tensions en els seus dissenys.

## Altres usos
L'acer de corda de piano s'utilitza també en la fabricació de ressorts, estris de pesca, efectes especials en la indústria cinematogràfica i per tallar sabó i formatges molt cremosos. També és molt utilitzat en modelisme (especialment aeromodelisme) per a la fabricació de diferents peces, generalment de tipus ressort com trens d'aterratge o lleves de servos, atès que és relativament mal·leable i molt resistent.